# La Vòuta de Polinhac
Lavoûte-sur-Loire és un municipi francès situat al departament de l'Alt Loira i a la regió d'Alvèrnia-Roine-Alps. L'any 2007 tenia 724 habitants.

## Demografia

### Població
El 2007 la població de fet de Lavoûte-sur-Loire era de 724 persones. Hi havia 312 famílies de les quals 104 eren unipersonals (32 homes vivint sols i 72 dones vivint soles), 96 parelles sense fills, 88 parelles amb fills i 24 famílies monoparentals amb fills.
La població ha evolucionat segons el següent gràfic:
Habitants censats

### Habitatges
El 2007 hi havia 434 habitatges, 322 eren l'habitatge principal de la família, 67 eren segones residències i 45 estaven desocupats. 386 eren cases i 47 eren apartaments. Dels 322 habitatges principals, 235 estaven ocupats pels seus propietaris, 81 estaven llogats i ocupats pels llogaters i 6 estaven cedits a títol gratuït; 2 tenien una cambra, 22 en tenien dues, 57 en tenien tres, 107 en tenien quatre i 134 en tenien cinc o més. 257 habitatges disposaven pel capbaix d'una plaça de pàrquing. A 147 habitatges hi havia un automòbil i a 141 n'hi havia dos o més.

### Piràmide de població
La piràmide de població per edats i sexe el 2009 era:
| Homes | Edats   | Dones |
| ----- | ------- | ----- |
| 0     | 95 o +  | 0     |
| 0     | 90 a 94 | 4     |
| 0     | 85 a 89 | 4     |
| 12    | 80 a 84 | 8     |
| 12    | 75 a 79 | 12    |
| 12    | 70 a 74 | 32    |
| 24    | 65 a 69 | 20    |
| 16    | 60 a 64 | 20    |
| 36    | 55 a 59 | 0     |
| 20    | 50 a 54 | 32    |
| 32    | 45 a 49 | 40    |
| 28    | 40 a 44 | 28    |
| 20    | 35 a 39 | 16    |
| 20    | 30 a 34 | 8     |
| 16    | 25 a 29 | 28    |
| 24    | 20 a 24 | 12    |
| 36    | 15 a 19 | 16    |
| 32    | 10 a 14 | 20    |
| 12    | 5 a 9   | 20    |
| 20    | 0 a 4   | 12    |

## Economia
El 2007 la població en edat de treballar era de 490 persones, 362 eren actives i 128 eren inactives. De les 362 persones actives 329 estaven ocupades (181 homes i 148 dones) i 33 estaven aturades (10 homes i 23 dones). De les 128 persones inactives 54 estaven jubilades, 33 estaven estudiant i 41 estaven classificades com a «altres inactius».

### Ingressos
El 2009 a Lavoûte-sur-Loire hi havia 338 unitats fiscals que integraven 758 persones, la mediana anual d'ingressos fiscals per persona era de 16.485 €.

### Activitats econòmiques
Dels 33 establiments que hi havia el 2007, 1 era d'una empresa extractiva, 2 d'empreses alimentàries, 3 d'empreses de construcció, 5 d'empreses de comerç i reparació d'automòbils, 4 d'empreses de transport, 6 d'empreses d'hostatgeria i restauració, 1 d'una empresa d'informació i comunicació, 1 d'una empresa financera, 3 d'empreses de serveis, 3 d'entitats de l'administració pública i 4 d'empreses classificades com a «altres activitats de serveis».
Dels 9 establiments de servei als particulars que hi havia el 2009, 1 era una oficina de correu, 2 tallers de reparació d'automòbils i de material agrícola, 1 paleta, 1 guixaire pintor, 1 fusteria, 1 perruqueria i 2 restaurants.
Dels 2 establiments comercials que hi havia el 2009, 1 era una fleca i 1 una carnisseria.
L'any 2000 a Lavoûte-sur-Loire hi havia 12 explotacions agrícoles que ocupaven un total de 328 hectàrees.

## Equipaments sanitaris i escolars
El 2009 hi havia 1 escola maternal i 1 escola elemental.

## Poblacions més properes
El següent diagrama mostra les poblacions més properes.